# Курган (місто)
Курган (рос. і тат. Курган, башк. Ҡорған, Qorğan) — місто в Російській Федерації, адміністративний центр Курганської області.

## Історія
Офіційною датою заснування поселення на місці Кургану вважається 1679 рік. Спочатку поселення мало назву Цареве-Городище, а з 1738 року отримало назву Курганська Слобода.
У 1782 імператриця Катерина II підписала Указ про створення Тобольського намісництва, у складі якого був створений Курганський повіт. Курганська слобода отримала статус міста і була перейменована у Курган.
У XIX ст. Курган входив до складу Тобольської губернії.
У 1919 була утворена Челябінська губернія, до складу якої входив і Курганський повіт з м. Курган.
З 1923 року Курган входив до складу спочатку Уральської, а з 1934 року — Челябінської області.
У 1943 році Курган став обласним центром Курганської області, до складу якої увійшли з 32 райони Челябінської та 4 райони Омської областей була утворена Курганська область. На її території знаходилося 478 промислових підприємств, 2010 колгоспів і радгоспів.
Орден Трудового Червоного Прапора (1982)

## Географія
Курган знаходиться на заході Ішимської рівнини за 1973 км на схід від Москви. Місто розташоване на лівому березі річки Тобол. Висота над рівнем моря — близько 75 метрів.

## Населення
| 1897 | 10,301  |
| 1926 | 27,748  |
| 1939 | 53,253  |
| 1959 | 145,712 |
| 1970 | 243,850 |
| 1979 | 309,863 |
| 1989 | 355,517 |
| 2002 | 345,515 |
| 2010 | 333,640 |
| 2012 | 327,898 |
| 2014 | 325,720 |
| 2018 | 318,045 |

## Культура

### Музеї
- Курганський обласний художній музей
- Курганський обласний краєзнавчий музей
- Курганський авіаційний музей

## Відомі люди
- Береснєв Борис Іванович (1928—1990) — український вчений в галузі фізики та техніки високих тисків, член-кореспондент АН УРСР — 1978.
- Вітебський Яків Давидович (1919—1992) — український і російський лікар, доктор медичних наук, заслужений лікар РРФСР.
- Марковський Олексій Вікторович (* 1957) — радянський плавець, олімпійський медаліст.
- Яковлєв Сергій Сергійович (1925—1996) — радянський і російський актор.